# Хоназ
Хоназ (Хонас, тур. Honaz) — город и район сельского типа ила Денизли в Турции, у северного склона горы Хоназ (Эшлер, 2571 м, известной в античной географии как Кадм), у истоков реки Чюрюксу (Лик), левого притока реки Большой Мендерес (Меандр). Население 33 184 человек по данным 2018 года.
Близ города находятся развалины античного города Колоссы, по свидетельству Геродота и Ксенофонта одного из значительных городов Фригии, в византийскую эпоху известного как Хоны (лат. Chonae) или Кона (Kona). Город Хоны к началу 1260-х годов был оставлен греками. После этого город пришёл в упадок и был окончательно заброшен к концу XIII века.

## Население города Хоназ
| Год  | Население, человек |
| ---- | ------------------ |
| 1990 | 6333               |
| 2000 | 7442               |
| 2007 | 9239               |
| 2008 | 9187               |
| 2009 | 9135               |